# Hanni Rehborn
Margarete Emma Johanne „Hanni“ Rehborn (* 20. November 1907 in Bochum; † 30. November 1987 in Essen) war eine deutsche Wasserspringerin und Olympiateilnehmerin.

## Leben
Hanni Rehborn war die jüngste Tochter des seit 1906 in Bochum tätigen Bademeisters Julius Rehborn und seiner Frau Anna, geb. Voss. Sie wuchs in Bochum auf, wo die Familie eine Mietwohnung in der Marienstraße 13 in der Nachbarschaft zur städtischen Badeanstalt Marienbad bewohnte. Wie ihre beiden älteren Geschwister war auch Hanni Rehborn Mitglied des Schwimmvereins Blau-Weiß Bochum.
Im Jahr 1927 errang sie bei den Schwimmeuropameisterschaften in Bologna die Bronzemedaille im Springen vom 3-Meter-Brett. Im Jahr darauf startete sie bei den Olympischen Spielen in Amsterdam und belegte im Turmspringen Rang sechs.
Ihr Bruder Julius startete ebenfalls bei den Olympischen Spielen in Amsterdam und wurde Neunter im Turmspringen vom 10-Meter-Brett. Hanni Rehborns ältere Schwester Anni gewann bei den Schwimmeuropameisterschaften 1927 in Bologna eine Bronzemedaille in der 4 × 100-m-Freistilstaffel. Für die Olympischen Sommerspiele 1928 war sie ebenfalls nominiert, nahm jedoch aus unbekannten Gründen nicht teil.
Über den weiteren Lebensweg von Hanni Rehborn liegen nur wenige Informationen vor. Sie starb 1987 im Alter von 80 Jahren in Essen.